# Matthias Claudius
Pour les articles homonymes, voir Claudius.
Matthias Claudius (né le 15 août 1740 à Reinfeld (Holstein), mort le 21 janvier 1815 à Hambourg) est un poète allemand.

## Biographie
Il était ami de Friedrich Gottlieb Klopstock. Il a publié, sous le nom d'Asmus, Le messager de Wandsbeck (Der Wandsbecker Bothe), un grand nombre de poésies et de chansons devenues populaires en Allemagne. Quelques-unes furent mises en musique sous forme de Lied par Schubert, notamment La Jeune Fille et la Mort, qui fut ensuite réutilisée par le compositeur autrichien dans son quatuor à cordes n° 14. Le poème Der Mensch lebt und bestehet a été mis en musique par Max Reger en 1914 sous forme d'un motet pour chœur mixte non accompagné.
Claudius est l'auteur du Chant du Vin du Rhin (Rheinweinlied) que l'on chante dans toutes les fêtes bachiques de l'Allemagne.
Il faisait partie du cercle d'Emkendorf, salon littéraire de la comtesse von Reventlow au château d'Emkendorf.
Son petit-fils Friedrich Matthias Claudius (1822-1869) est anatomiste, professeur à l'université de Marbourg.